# Адлерский район
А́длерский райо́н — один из четырёх внутригородских районов города Сочи, расположенного в Краснодарском крае России. Самый южный, второй по территории и населению район города Сочи. В 2014 году в Адлерском районе прошли все соревнования Зимних Олимпийских игр 2014. Административным центром района является курортный поселок Адлер.

## География
Район расположен на юго-востоке в 20 км от центра Сочи между реками Кудепста и Псоу, по которой граничит с Абхазией. На западе граничит с Хостинским районом.
Почти через всю территорию района протекает река Мзымта, берущая начало из горного озера Кардывач, находящегося на высоте 1838 м над уровнем моря. Мзымта имеет множество притоков, некоторые из них: Азмыч, Дзыхра, Пслух, Лаура, Бешенка, Чвижепсе, Кепша.
На границе с Абхазией находится высшая точка района и всего Большого Сочи — гора Агепста (3256 м). К югу от пгт Красная Поляна находится хребет Аибга, на склонах которого расположены горнолыжные комплексы. Его высшей точкой является гора Каменный Столб (2509,7 м) — самая высокая смотровая площадка на Красную Поляну.
Территория района в пределах городской черты г. Сочи составляет 35,25 км², с подчинёнными ему поселковым и сельскими округами — 1353 км².

## История

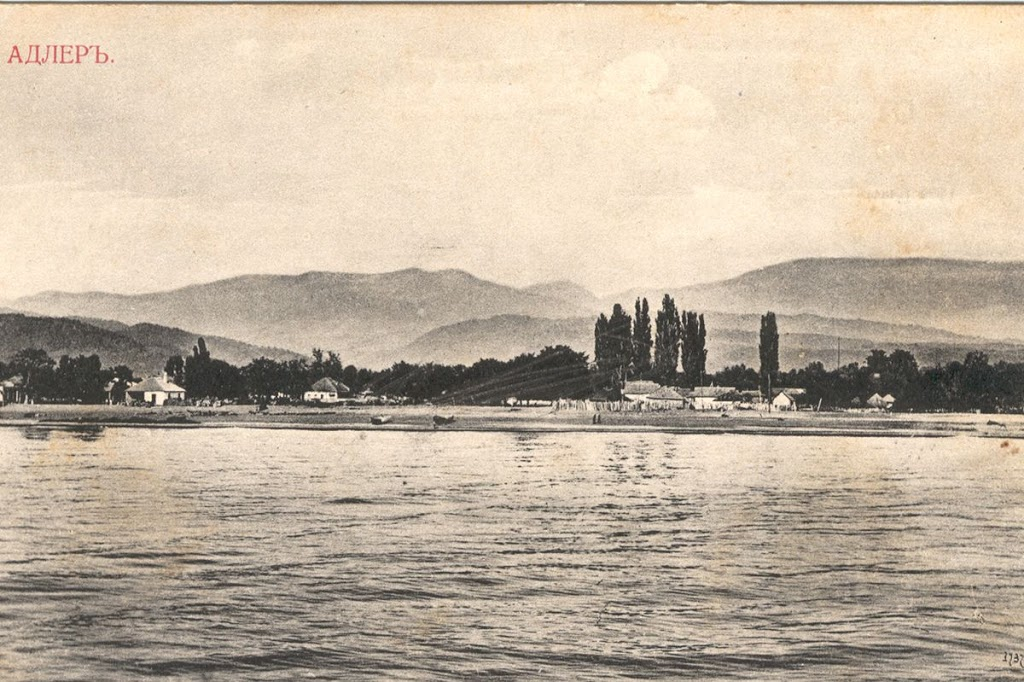
Вид на Адлер со стороны моря в 1910 году

До 1923 года Адлерская волость входила в состав Новороссийского округа, Туапсинского отдела, Сочинского района. С 1923 по 1934 гг. существовал Адлерский сельский совет в составе Сочинского района.
Адлерский район был образован 16 октября 1934 года в составе Азово-Черноморского края на базе упразднённого Сочинского района после выделения города Сочи в самостоятельную административно-хозяйственную единицу (город краевого подчинения). С 13 сентября 1937 года Адлерский район входит в состав Краснодарского края.
10 февраля 1961 года район края был упразднён, а его территория была подчинена Сочинскому горсовету с включением курортного посёлка Адлер в городскую черту г. Сочи, в связи с чем был образован Адлерский район в составе города Сочи. В административное подчинение Адлерскому району Сочи были переданы Раздольский, Кудепстинский, Молдовский, Нижне-Шиловский сельские советы и Красно-Полянский поселковый совет. Позже Раздольский сельсовет был выведен из Адлерского района: по состоянию на 1985 год он был подчинён соседнему Хостинскому району г. Сочи.

## Состав района
В состав района входит территория городской черты вдоль побережья Чёрного моря — Адлер, включающая несколько микрорайонов.
Району также подчинены 1 поселковый и 3 сельских округа:
Молдовка (Сочи)
| № | Сельский (поселковый) округ      | Административный центр                | Количество населённых пунктов | Население (чел.) | Карта |
| - | -------------------------------- | ------------------------------------- | ----------------------------- | ---------------- | ----- |
| 1 | Краснополянский поселковый округ | пгт. Красная Поляна                   | 5                             | ↗5982            |       |
| 2 | Нижнешиловский сельский округ    | поселок (микрорайон) Адлер г. Сочи    | 7                             | ↗15 065          |       |
| 3 | Кудепстинский сельский округ     | поселок (микрорайон) Кудепста г. Сочи | 10                            | ↗5480            |       |
| 4 | Молдовский сельский округ        | село Молдовка (Сочи)                  | 8                             | ↗14 965          |       |

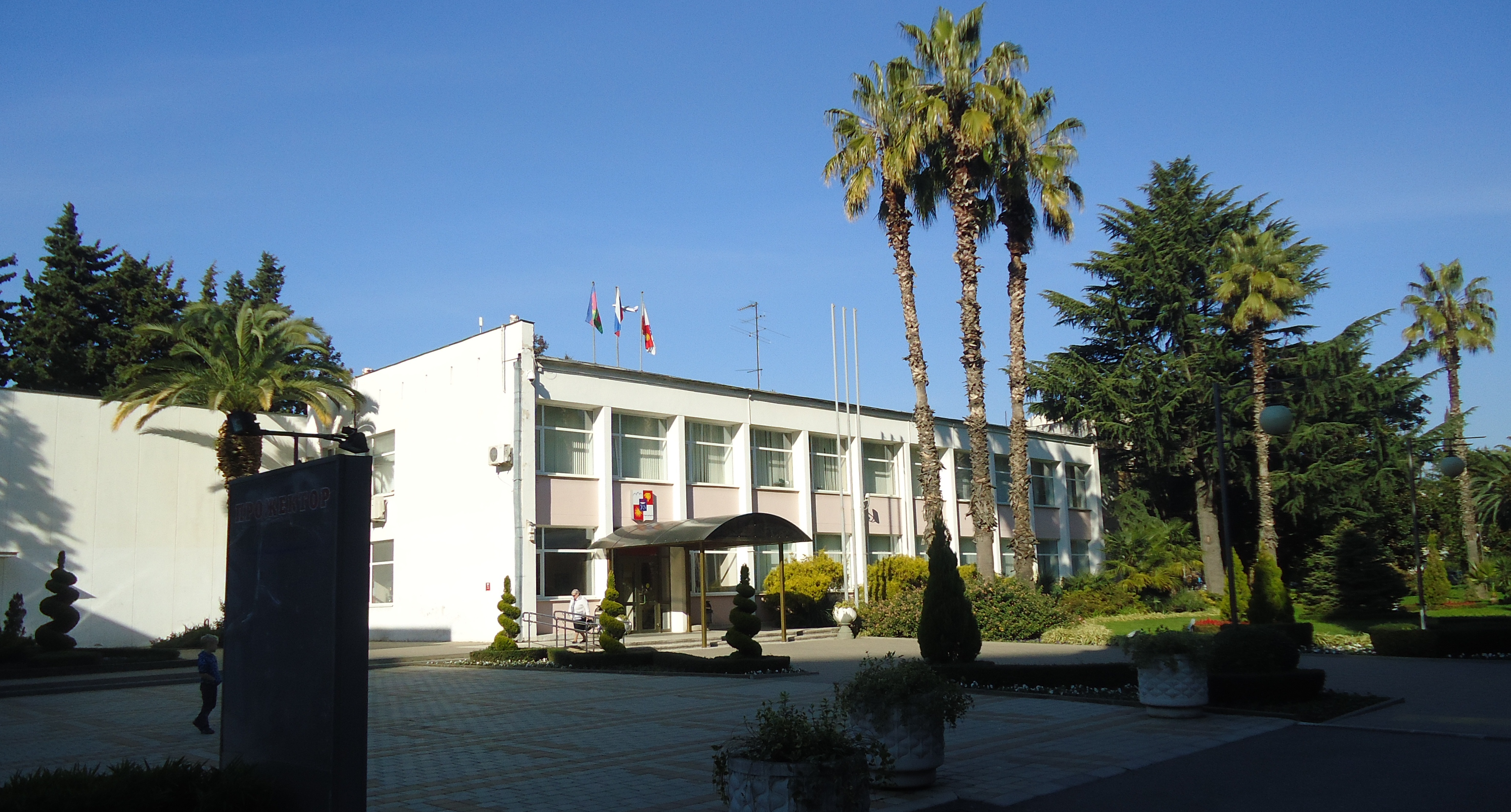
Здание Администрации Адлерского района города Сочи

### Населённые пункты
Району (через поселковый и сельские округа) подчинены 30 населённых пунктов
| №  | Населённый пункт   | Тип нп  | Население | Сельский (поселковый) округ      |
| -- | ------------------ | ------- | --------- | -------------------------------- |
| 1  | Аибга              | село    | ↘155      | Нижнешиловский сельский округ    |
| 2  | Ахштырь            | село    | ↗168      | Нижнешиловский сельский округ    |
| 3  | Бестужевское       | село    | ↘287      | Кудепстинский сельский округ     |
| 4  | Вардане-Верино     | село    | ↘298      | Кудепстинский сельский округ     |
| 5  | Верхневеселое      | село    | ↗2374     | Нижнешиловский сельский округ    |
| 6  | Верхнениколаевское | село    | ↘1015     | Кудепстинский сельский округ     |
| 7  | Весёлое            | село    | ↗5620     | Нижнешиловский сельский округ    |
| 8  | Воронцовка         | село    | ↘127      | Кудепстинский сельский округ     |
| 9  | Высокое            | село    | ↘3209     | Молдовский сельский округ        |
| 10 | Галицыно           | село    | ↗991      | Молдовский сельский округ        |
| 11 | Дубравный          | посёлок | ↗335      | Кудепстинский сельский округ     |
| 12 | Ермоловка          | село    | ↘370      | Нижнешиловский сельский округ    |
| 13 | Илларионовка       | село    | ↘439      | Кудепстинский сельский округ     |
| 14 | Казачий Брод       | село    | ↗1351     | Молдовский сельский округ        |
| 15 | Калиновое Озеро    | село    | ↘741      | Кудепстинский сельский округ     |
| 16 | Каштаны            | село    | ↗664      | Кудепстинский сельский округ     |
| 17 | Кепша              | село    | ↘316      | Краснополянский поселковый округ |
| 18 | Красная Воля       | село    | ↗990      | Кудепстинский сельский округ     |
| 19 | Красная Поляна     | пгт     | ↘9165     | Краснополянский поселковый округ |
| 20 | Лесное             | село    | ↗423      | Молдовский сельский округ        |
| 21 | Липники            | село    | ↘153      | Молдовский сельский округ        |
| 22 | Медовеевка         | село    | ↗118      | Краснополянский поселковый округ |
| 23 | Молдовка           | село    | #Н/Д      | Молдовский сельский округ        |
| 24 | Монастырь          | село    | ↗166      | Молдовский сельский округ        |
| 25 | Нижняя Шиловка     | село    | ↘5073     | Нижнешиловский сельский округ    |
| 26 | Орёл-Изумруд       | село    | ↗7874     | Молдовский сельский округ        |
| 27 | Хлебороб           | село    | ↗584      | Кудепстинский сельский округ     |
| 28 | Чвижепсе           | село    | ↘60       | Краснополянский поселковый округ |
| 29 | Черешня            | село    | ↗3752     | Нижнешиловский сельский округ    |
| 30 | Эстосадок          | село    | ↗890      | Краснополянский поселковый округ |

Из подчинённых Адлерскому району г. Сочи территорий в Имеретинской низменности 1 февраля 2020 года был выделен посёлок городского типа Сириус, который отделяют от Сочи и выделяют в новое муниципальное образование Сириус со статусом городского округа, закон о чём был принят 3 апреля 2020 года. С 22 декабря 2020 года «Сириус» стал первой федеральной территорией России, оставаясь в составе региона Краснодарский край.

## Население
Население района, включая сельские округа и сельские населённые пункты поселкового округа, составляет 125 715 чел. (2023), в пределах городской черты — 83 631 чел. (2023), в сельской местности — 42 084 чел. (2023 год). Помимо этого в посёлке городского типа Красная Поляна — 9165 чел. (2023).
Район с учётом подчинённых сельских населённых пунктов (составляющих городской округ города Сочи, но без пгт Красная Поляна)
| 2010     | 2012     | 2013     | 2014     | 2015     | 2016     | 2017     | 2018     |
| -------- | -------- | -------- | -------- | -------- | -------- | -------- | -------- |
| 118 026  | ↗125 519 | ↗126 296 | ↗138 572 | →138 572 | ↗141 443 | ↗145 278 | ↗149 282 |
| 2019     | 2020     | 2021     | 2023     |          |          |          |          |
| ↗151 533 | ↗152 223 | ↘136 578 | ↘125 715 |          |          |          |          |

Район в пределах городской черты г. Сочи (микрорайонов г. Сочи, без пгт Красная Поляна)
| 1959    | 1970     | 1979     | 1989     | 2002     | 2009     | 2010     | 2012     |
| ------- | -------- | -------- | -------- | -------- | -------- | -------- | -------- |
| 19 658  | ↗34 121  | ↗52 924  | ↗68 827  | ↗69 120  | ↗74 232  | ↗76 534  | ↗83 882  |
| 2013    | 2014     | 2015     | 2016     | 2017     | 2018     | 2019     | 2020     |
| ↗89 377 | ↗100 631 | ↗100 984 | ↗102 913 | ↗105 441 | ↗108 105 | ↗109 539 | ↗110 029 |
| 2021    | 2023     |          |          |          |          |          |          |
| ↘88 298 | ↘83 631  |          |          |          |          |          |          |

В 1959 году Адлерский район не являлся частью Сочи, а был районом Краснодарского края. Численность его населения составляла 55 273 жителей, в том числе сельское — 31 172 чел., городское — 24 101 чел., из которых пгт (ныне микрорайон) Адлер — 19658 чел., пгт Красная Поляна — 4443 чел.

## Инфраструктура

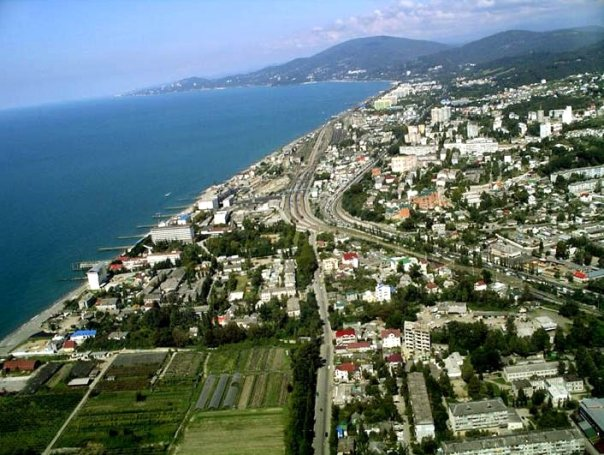
Вид Адлера с самолёта

### Средства размещения
В Адлерском районе развита санаторно-курортная сфера обслуживания. К услугам туристов большое количество гостиниц, санаториев, пансионатов и гостевых домов на любой вкус.

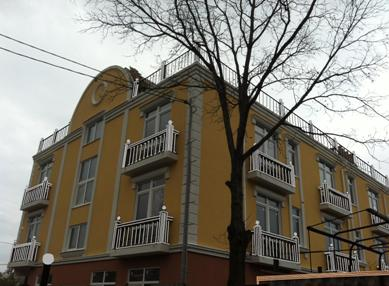
Доходный дом на Каспийской, 29а, арх. А. А. Коваль

### Транспорт
В Адлерcком районе располагаются железнодорожные вокзалы: «Адлер», также действуют остановочный пункт подстанции «Известия», на которой не все поезда и электрички останавливаются. На территории Адлерского района в Эсто-садке расположены вокзал «Роза Хутор» и станция «Эсто-садок».
Помимо этого в микрорайоне находится международный аэропорт «Сочи» (Адлер) с железнодорожным терминалом «Аэропорт», морские причалы «Адлер» и «Известия», адлерское вагонное депо. В районе хорошо развита транспортная инфраструктура.

### Крупнейшие центры здравоохранения
- УРО-ПРО
- Центр репродукции и генетики человека
- Краевая больница № 4 (Сочи)
- Городская больница № 7 (Сочи)
- Городская больница № 8 (Сочи)
- МРТ-Эксперт Сочи

### ВУЗы
- Сочинский институт Российского университета дружбы народов
- Международный инновационный университет

## Достопримечательности
- Ахштырская пещера
- Ахштырский храм
- Царский мост
- Дзыхринское ущелье
- Форелевое хозяйство в селе Казачий Брод
- Скайпарк
- Водопад «Пасть дракона» (Глубокий Яр)
- Ущелье Ахцу
- Каньон реки Псахо
- Водопад Ивановский
- Троице-Георгиевский женский монастырь
- Церковь Успения Пресвятой Богородицы в Верхне-Высоком

## Города-побратимы
- 🇷🇺Волхов,Россия